# SLC35E1
SLC35E1 (англ. Solute carrier family 35 member E1) – білок, який кодується однойменним геном, розташованим у людей на короткому плечі 19-ї хромосоми. Довжина поліпептидного ланцюга білка становить 410 амінокислот, а молекулярна маса — 44 773.
| 10         |  | 20         |  | 30         |  | 40         |  | 50         |
| ---------- |  | ---------- |  | ---------- |  | ---------- |  | ---------- |
| MAAAAVGAGH |  | GAGGPGAASS |  | SGGAREGARV |  | AALCLLWYAL |  | SAGGNVVNKV |
| ILSAFPFPVT |  | VSLCHILALC |  | AGLPPLLRAW |  | RVPPAPPVSG |  | PGPSPHPSSG |
| PLLPPRFYPR |  | YVLPLAFGKY |  | FASVSAHVSI |  | WKVPVSYAHT |  | VKATMPIWVV |
| LLSRIIMKEK |  | QSTKVYLSLI |  | PIISGVLLAT |  | VTELSFDMWG |  | LVSALAATLC |
| FSLQNIFSKK |  | VLRDSRIHHL |  | RLLNILGCHA |  | VFFMIPTWVL |  | VDLSAFLVSS |
| DLTYVYQWPW |  | TLLLLAVSGF |  | CNFAQNVIAF |  | SILNLVSPLS |  | YSVANATKRI |
| MVITVSLIML |  | RNPVTSTNVL |  | GMMTAILGVF |  | LYNKTKYDAN |  | QQARKHLLPV |
| TTADLSSKER |  | HRSPLEKPHN |  | GLLFPQHGDY |  | QYGRNNILTD |  | HFQYSRQSYP |
| NSYSLNRYDV |  |            |  |            |  |            |  |            |

A: Аланін

C: Цистеїн

D: Аспарагінова кислота

E: Глутамінова кислота

F: Фенілаланін

G: Гліцин

H: Гістидин

I: Ізолейцин

K: Лізин

L: Лейцин

M: Метіонін

N: Аспарагін

P: Пролін

Q: Глутамін

R: Аргінін

S: Серин

T: Треонін

V: Валін

W: Триптофан

Кодований геном білок за функцією належить до фосфопротеїнів. 
Задіяний у таких біологічних процесах, як транспорт, альтернативний сплайсинг. 
Локалізований у мембрані.